# Пятино (Ульяновская область)
Пятино — село в Инзенском районе Ульяновской области, входит в состав Валгусского сельского поселения.

## География
Расположено: в 7 км до центра поселения Валгуссы, в 32 км до райцентра Инза и в 149 км до областного центра Ульяновск. Село находится при реке Аргаш.

## Название
«Пятина» — способ арендного землепользования, при котором хозяину отдавалось пятая часть урожая.

## История
Село Пятино основано в середине XVII века как казачья слобода. 
В 1677 году в слободе Пятина Каменный Брод тож была построена деревянная церковь во имя Живоначальной Троицы.
В 1683 году мордву и татар из сёл Палатово и Тияпино были выселены, так как жили они без указу, а их земли были отданы 50 казакам слободы.
После ухода казаков на Азов село стало родовым имением дворян Анненковых. В XVII — начале XX вв. представители рода Анненковых владели землями почти во всех уездах Симбирской и многих уездах соседних губерний, были чиновниками разных ведомств и рангов, предпринимателями, общественными деятелями.
В 1780 году село Пятина Каменный Брод тож, при реке Аргаше, помещичьих крестьян, — в Карсунском уезде Симбирского наместничества.
Самый большой в уезде храм во имя Живоначальной Троицы был заложен в 1823 г. Анной Ивановной Анненковой (урождённая Якоби), матерью декабриста Ивана Александровича Анненкова, в память о покойном муже Александре Никаноровиче (ум. 1803) и во искупление «грехов» их сына декабриста.
В июле-августе 1825 г., за полгода до восстания на Сенатской площади, И. А. Анненков вместе со своей невестой Полиной Гебль (впоследствии Прасковья Егоровна Анненкова) провёл лето в имении своих родителей в селе Пятино. Судьба декабриста и его жены описана в романе А. Дюма-отца «Записки учителя фехтования, или восемнадцать месяцев в Санкт-Петербурге» (1840).
Считается, что проект храма принадлежит архитектору Михаилу Коринфскому, который, возможно, разрабатывал его для Троицкого собора на Соборной площади Симбирска, но продал Анне Ивановне Анненковой.
В 1859 году село Пятино — во 2-м стане Карсунском уезде Симбирской губернии, имелась православная церковь, два завода: винокуренный и конный.
Имение Анненковых в середине XIX века приобрели для графини Екатерины Адамовны Ржевуской (1858—1941) её родители — отставной генерал Адам Адамович (1808—1888) и Анна Дмитриевна (1831—1858), в девичестве Дашкова. Склеп Ржевуских находился у церкви, и в 1940-е годы был разломан на кирпичи.
На 1900 год в селе было два храма: приходский и кладбищенский. Приходский храм каменный, построен в 1823 году помещицей Анной Ивановной Анненковой. Престолов в нём три: главный — во имя Живоначальные Троицы, в правом приделе — во имя свв. правед. Симеона Богоприимца и Анны пророчицы и в левом — во имя св. великомученицы Екатерины. Кладбищенский храм, деревянный, престол в нём — во имя св. Димитрия Мироточивого.
В 1958 году был образован колхоз им. Мичурина, ликвидирован 12.01.2004 года.
В 2015 году началось восстановление храма. А в 2016 году по благословению Преосвященнейшего Филарета епископа Барышского и Инзенского рядом с храмом Живоначальной Троицы был возведён временный небольшой храм в честь преподобного Серафима Саровского, размещенный прямо на могиле старца Максима, почитаемого местными жителями за святого. В храме регулярно совершается Божественная Литургия.

## Население
- На 1780 год в селе жило: 524 ревизских душ[4];
- В 1859 году в селе Пятина (Каменный Брод) — в 113 дворах жило: 512 муж. и 603 жен.[6];
- На 1900 год прихожан в с. Пятине (н. р.) в 191 дворах жило: 762 м и 786 ж.[9];
- На 2010 год 136 человек.

## Известные уроженцы
- Родина Героя Советского Союза Михаила Петровича Мизинова (1918—1974 гг.).

## Достопримечательности
- Церковь Троицы Живоначальной (Троицкий храм)[12][13].
- В селе имеется памятник землякам, погибшим в годы Великой Отечественной войны[2].

## Факты
- Судьба Анненковых заинтересовала французского романиста Александра Дюма-отца, который по рассказам бывшего учителя фехтования Огюстена Гризье, учившего Ивана Александровича Анненкова, написал роман «Учитель фехтования». В романе изложена судьба «графа Алексиса Ванинкова», от которого отвернулась богатая родня и которому осталась верна лишь его любовница-модистка, ставшая впоследствии его женой. Как водится, история жизнеописания сильно идеализирована и смягчена. Анненков превращён в кающегося заговорщика, не верившего в успех восстания, но принявшего в нём участие единственно ради того, чтобы его не признали трусом. Дюма побывал в России спустя 20 лет после написания романа, который пользовался колоссальным успехом в Европе и России, хотя был запрещён русским императором. По некоторым данным, Дюма посетил Симбирск и Пятино. Встреча с супругами Анненковыми состоялась в Нижнем Новгороде[8].
- Советский режиссёр Владимир Мотыль сделал историю отношений Анненковых одной из важнейших сюжетных линий в кинофильме «Звезда пленительного счастья» (1975). Роль Анненкова исполнил Игорь Костолевский. Роль Полины Гёбль — Эва Шикульская.
- В 2019 году стартовали съёмки художественного фильма, посвященного Троицкому храму села Пятино. Проект по созданию фильма о старинном храме стал победителем Всероссийского конкурса молодёжных проектов, учрежденного Федеральным агентством по делам молодежи[14].

## Галерея

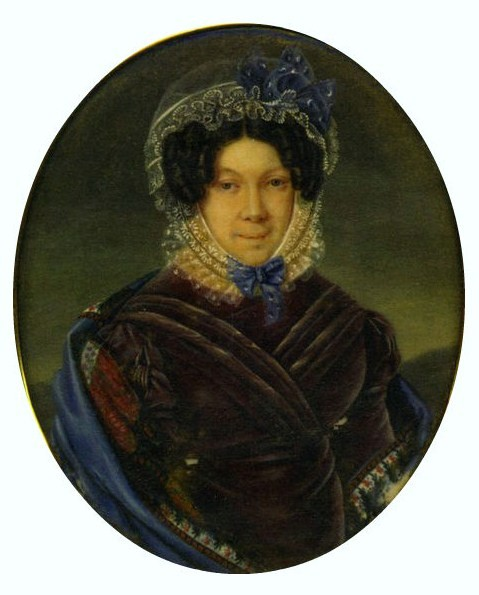
Анна Ивановна Анненкова (ум. 1842), мать Ивана Анненкова.
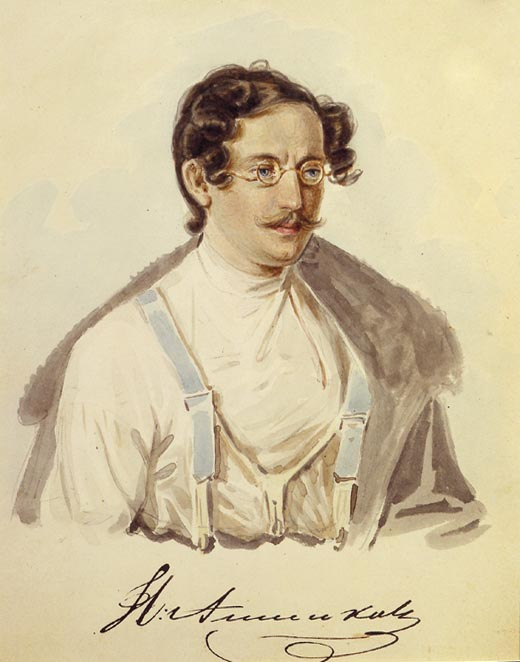
Иван Александрович Анненков (1808 - 1878).
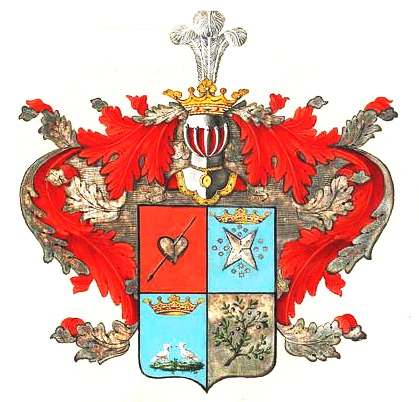
Родовой герб Анненковых.
Герб дворянского рода Ржевуских.
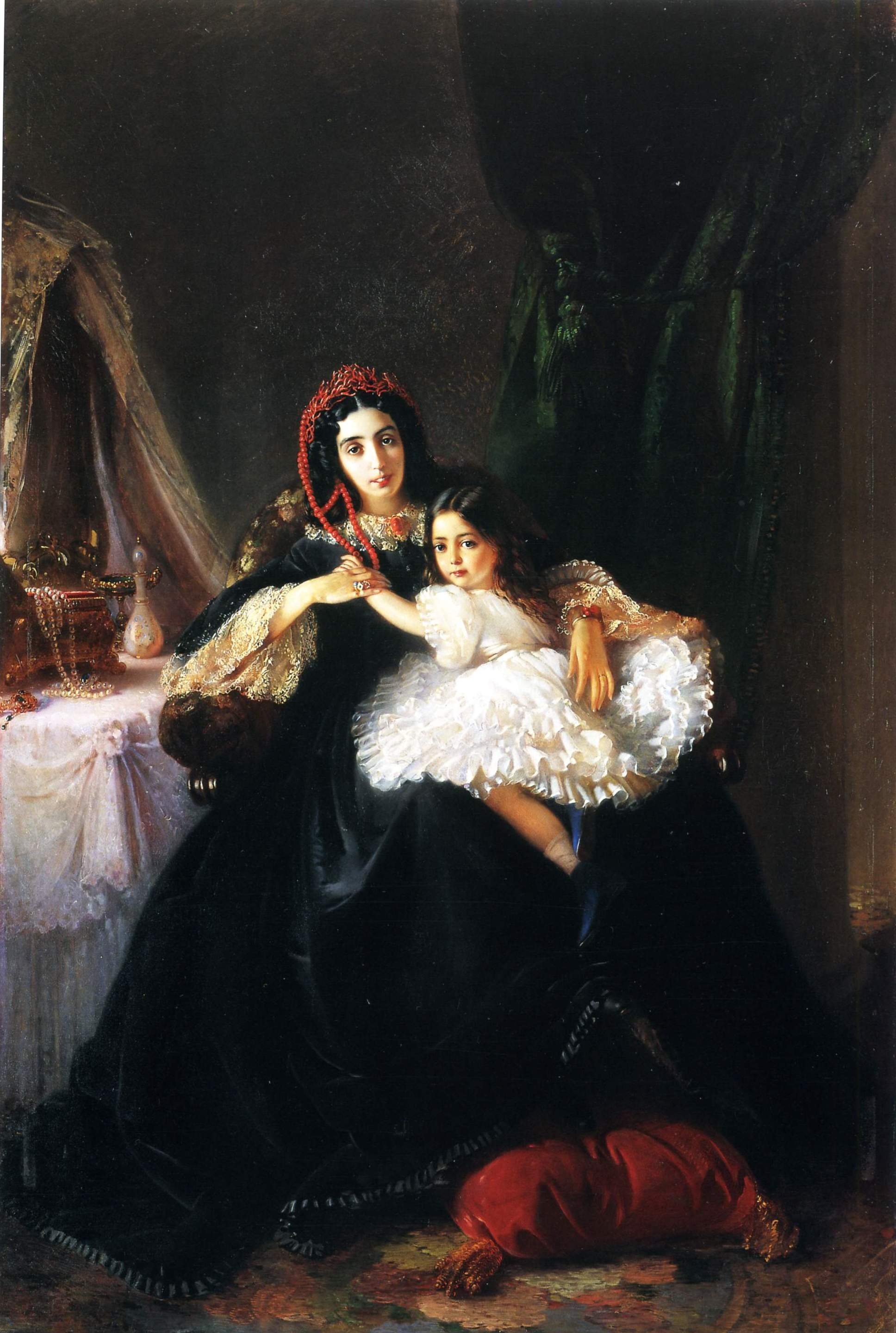
Графиня Анна Дмитриевна Ржевуская, ур. Дашкова (1831—1858) с дочерью Екатериною.

## Вид церкви сегодня

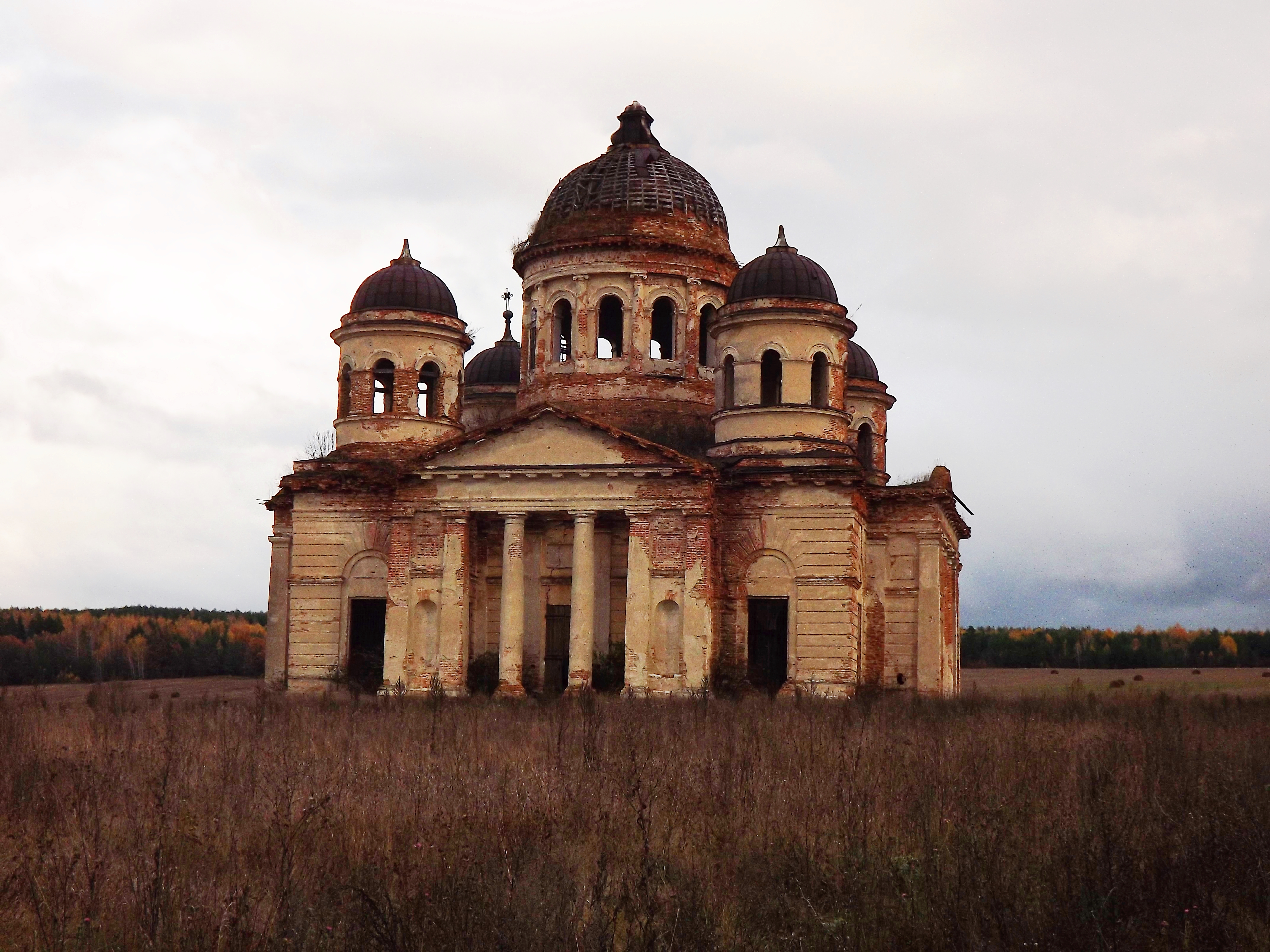
Вид на церковь
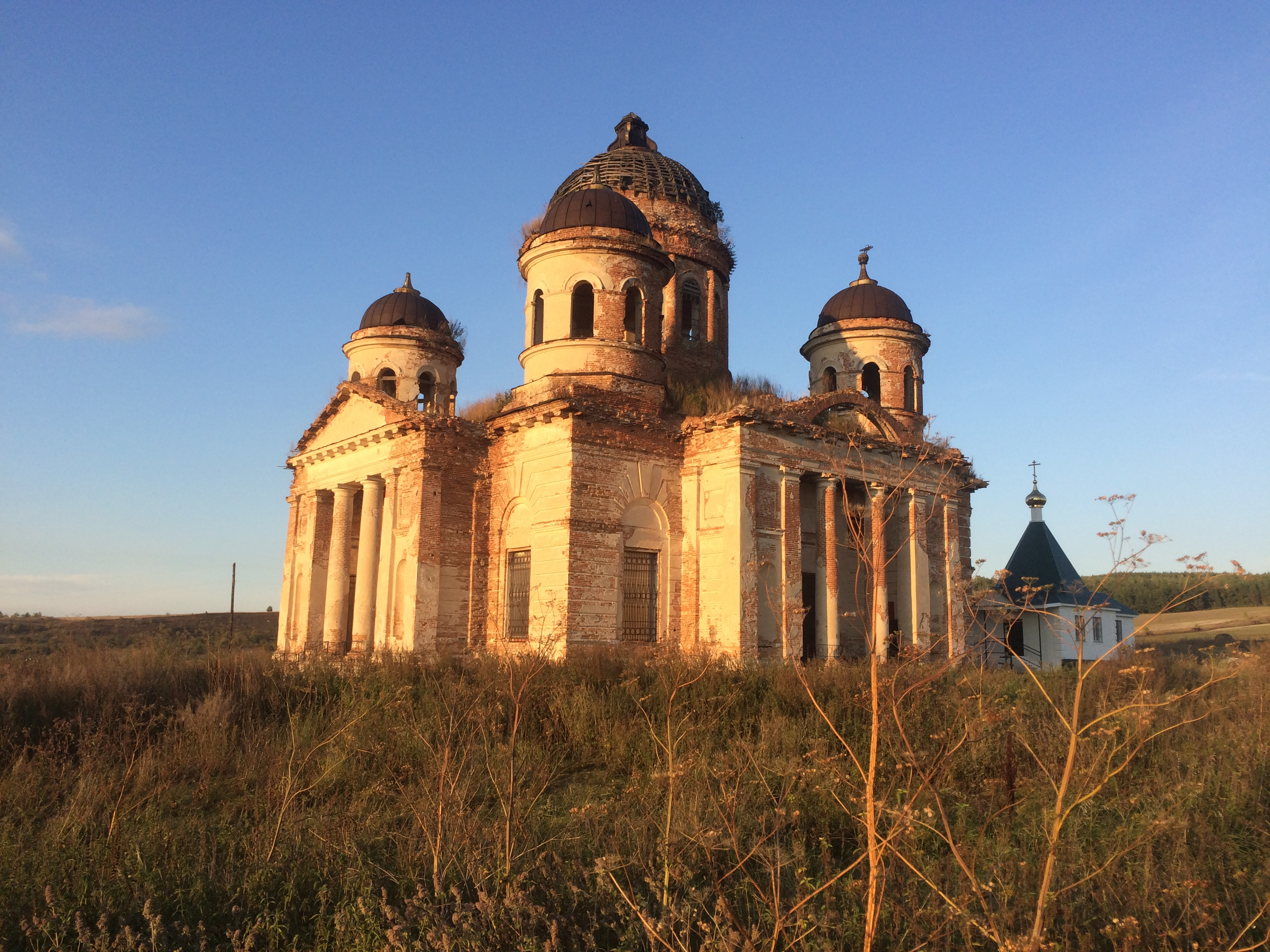
Церковь
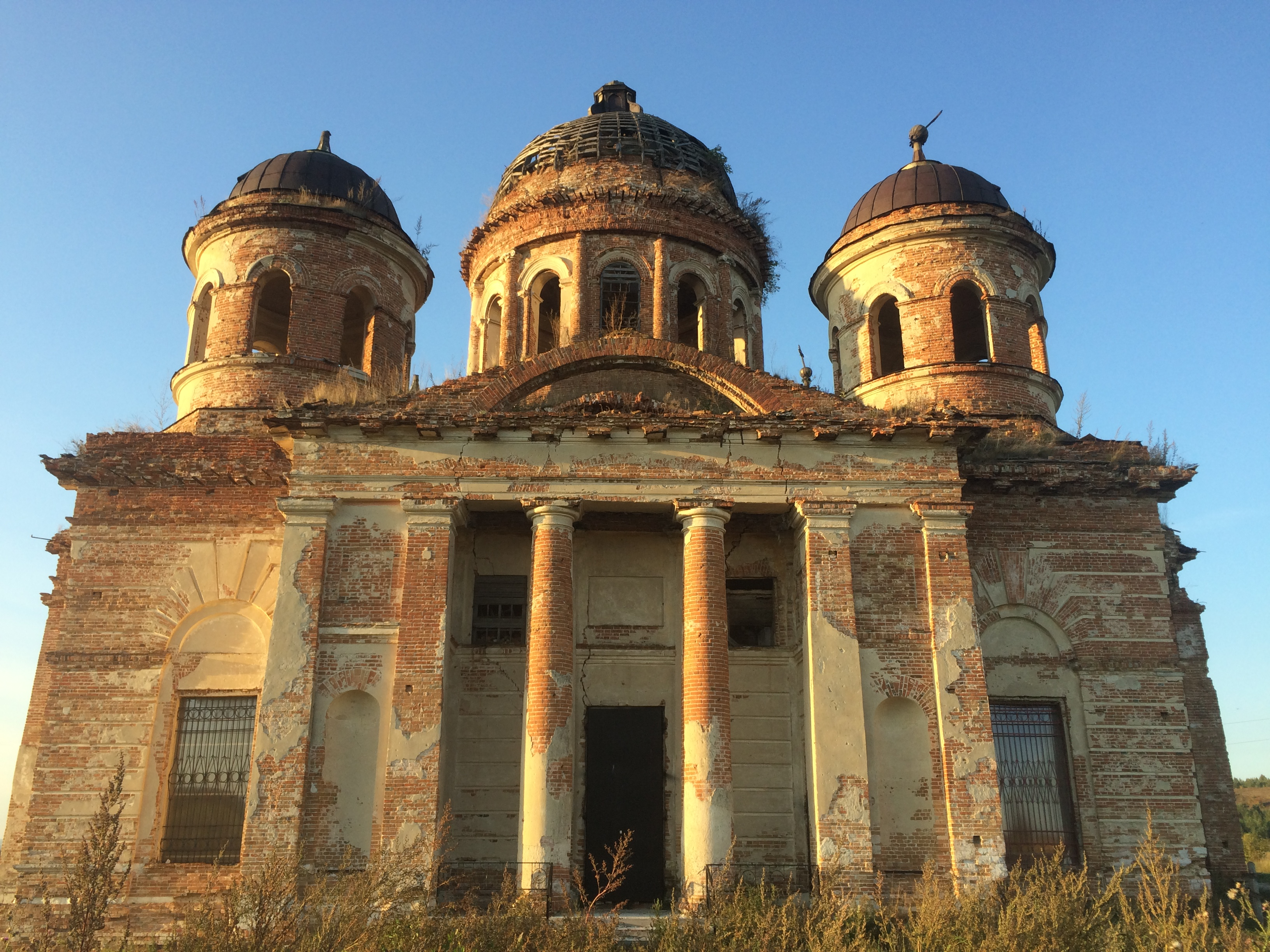
Вид на церковь
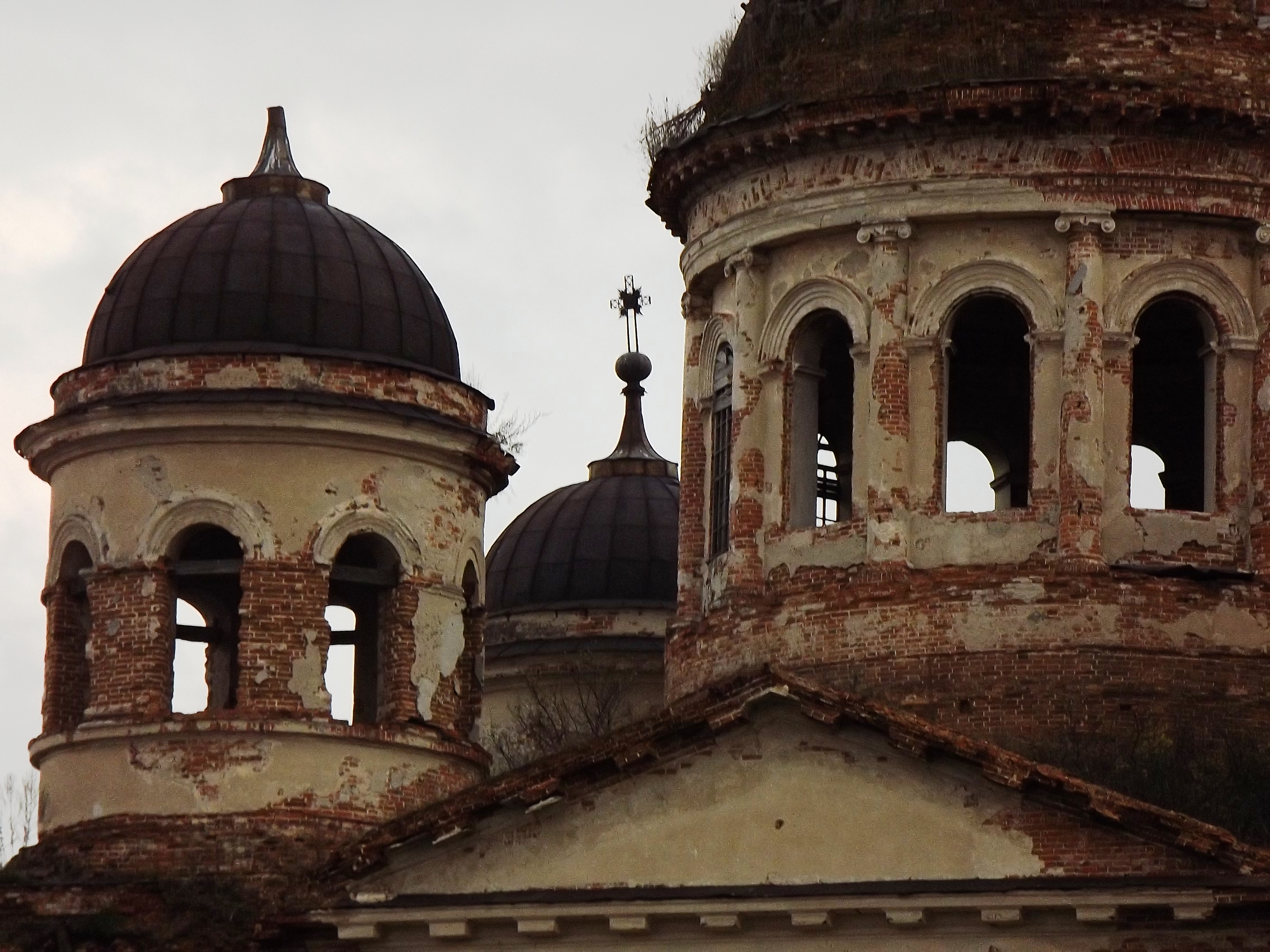
Вид на купола
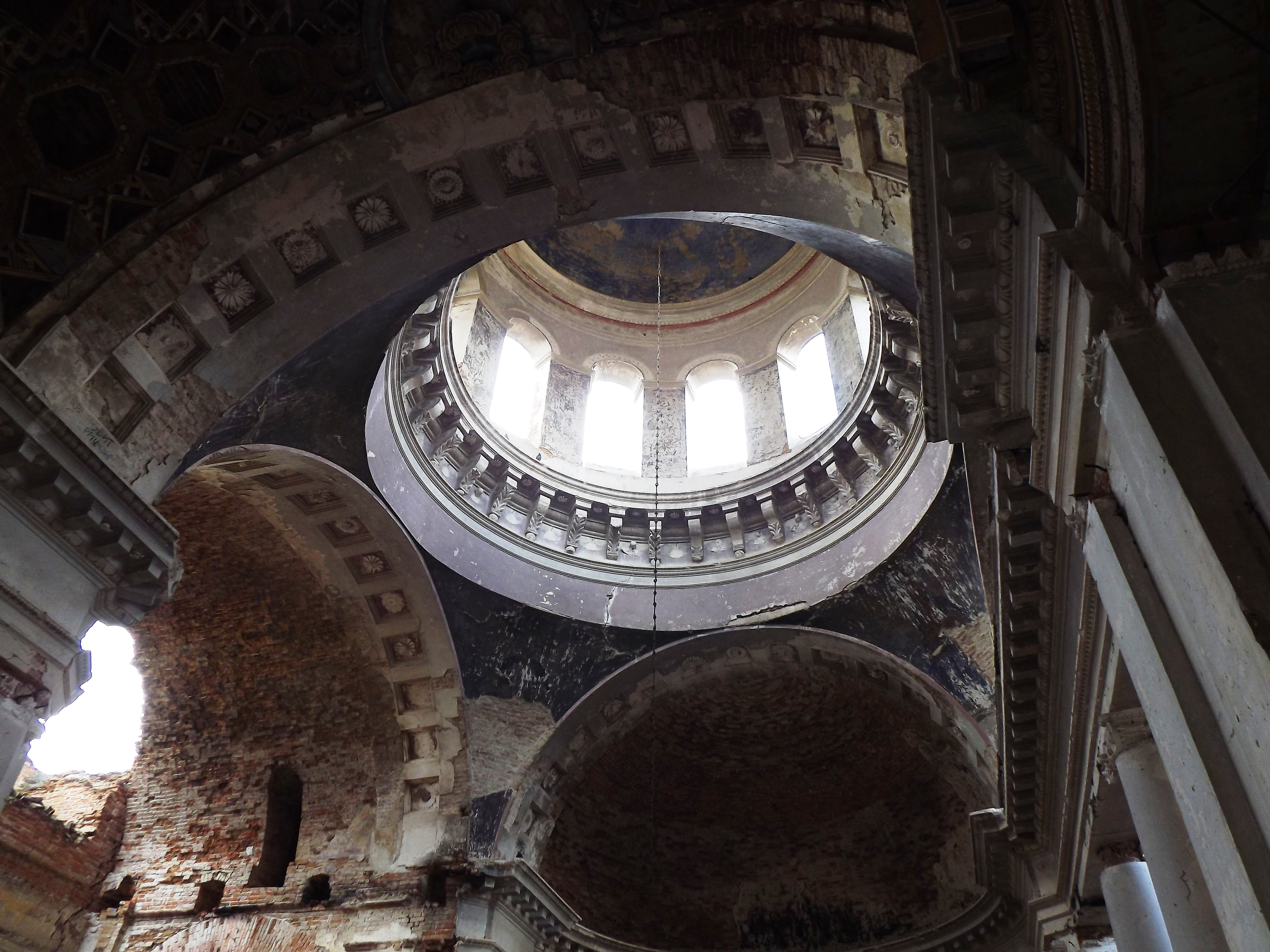
Вид на купол
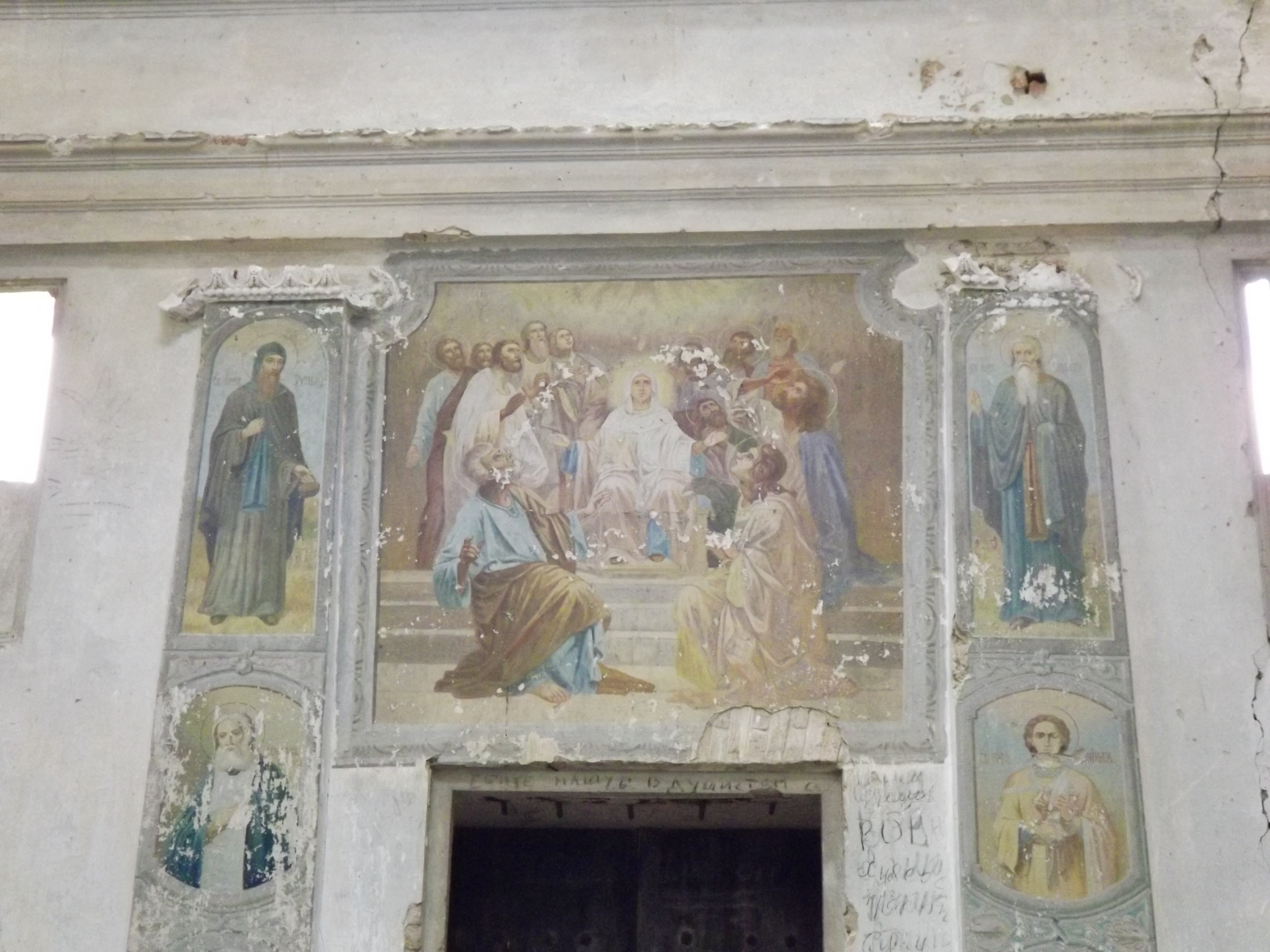
Одна из росписей